# Zamek Possenhofen

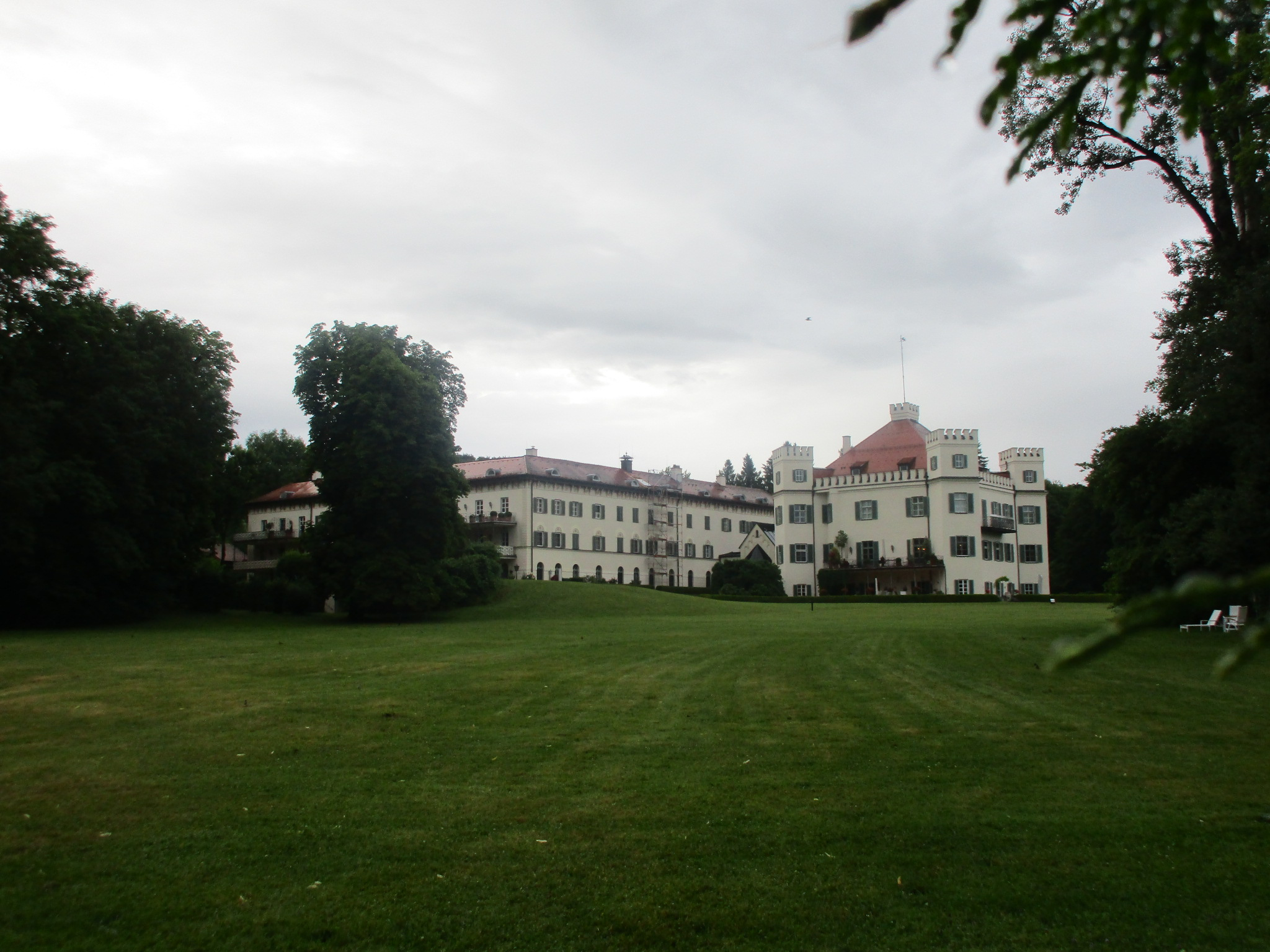
Zamek Possenhofen

Zamek Possenhofen (niem. Schloss Possenhofen) – zamek położony w Bawarii w Niemczech, w dystrykcie Górna Bawaria wybudowany w stylu rokoko na zachodnim brzegu jeziora Starnberg, w Possenhofen (30 km na południe od Monachium). Budowę rozpoczęto w roku 1536, a zakończono w roku 1998. Obiekt znajduje się w wykazie niemieckich zabytków historycznych pod numerem D-1-88-137-35. 
Pierwszym właścicielem zamku był książę Wilhelm IV z Bawarii, a obiekt stanowić miał jego letnią rezydencję. Dzisiaj jest to własność prywatna. 
W zamku swoje dzieciństwo spędziła cesarzowa Austrii i księżna Bawarii Elżbieta Bawarska zwana Sissi. Pozostałości pierwotnych murów otaczających ogród i kaplica są klasyfikowane jako niemieckie zabytki historyczne (D-1-88-137-35).

## Historia
Zamek został zbudowany w 1536 roku przez księcia Wilhelma IV Bawarskiego dla jego kanclerza Jakoba Rosenbuscha, w pobliżu opactwa Andechs, naprzeciwko między innymi zamku Berg i zamku w Allmannshausen (Berg). Zamek został zniszczony podczas wojny trzydziestoletniej, a następnie kilkakrotnie przebudowywany, przenoszony i modyfikowany z czasem przez wielu kolejnych właścicieli w pałac złożony z dwóch zestawionych ze sobą budynków z czterema narożnymi wieżami i kaplicą.
W 1834 roku rodzice Sissi (książę Maksymilian Bawarski i jego żona księżniczka Ludwika Wilhelmina Wittelsbacher (córka króla Maksymiliana I z Bawarii) kupili zamek nad jeziorem w rozległej posiadłości leśnej jako letnią rezydencję, którą wyremontowali i rozbudowali.

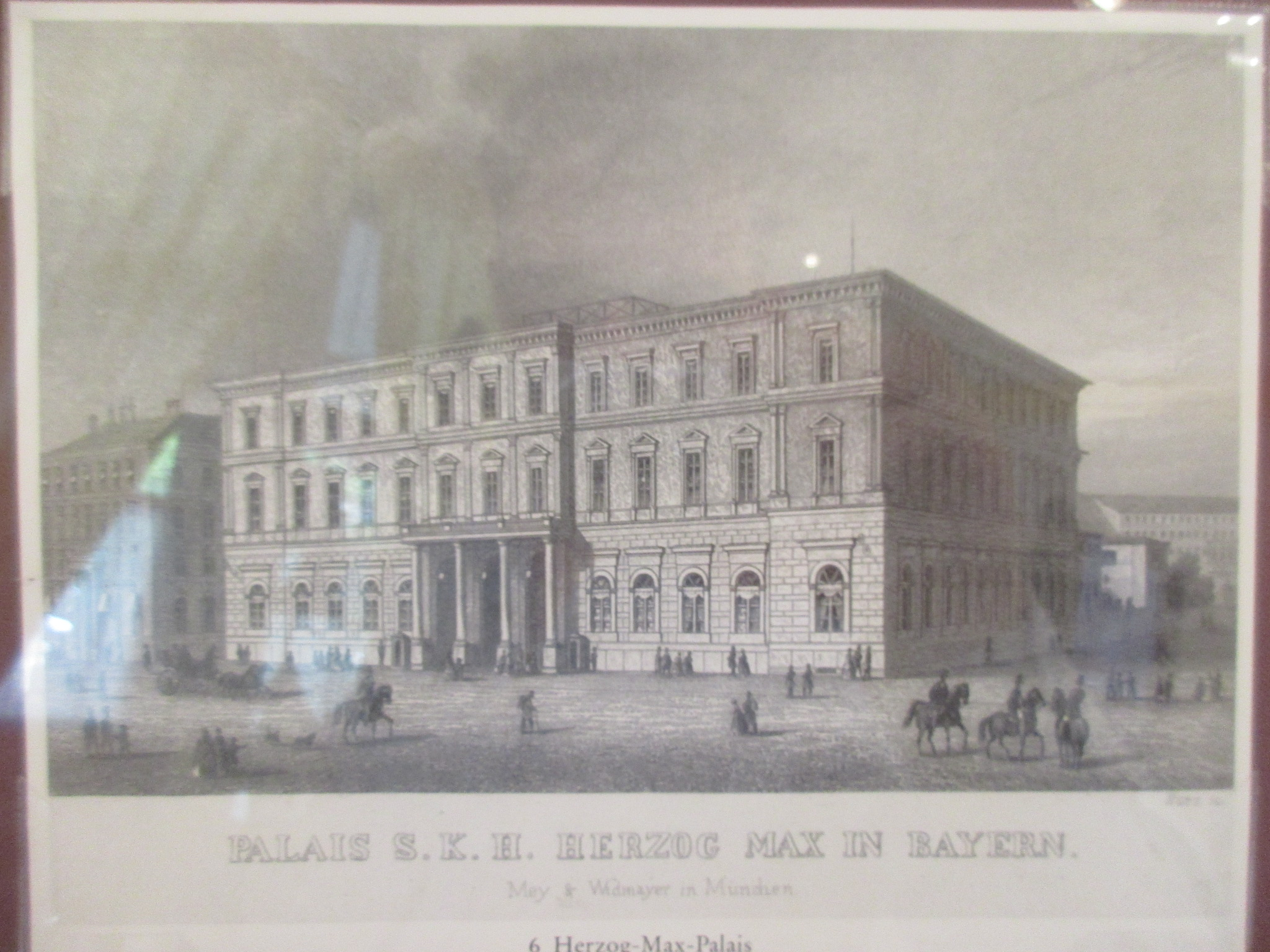
Pałac księcia Maksymiliana w Monachium

Sissi spędziła tam dzieciństwo ze swoim dziewięciorgiem rodzeństwa, krążąc między ich pałacem, a pałacem księcia Maksymilana z Monachium. Została cesarzową Austrii w 1854 roku, poprzez małżeństwo z cesarzem Franciszkiem Józefem I Austrii, wróciła 24 razy do swojego „Ukochanego Possi”, mieszkającego podczas swoich pobytów w hotelu Imperial w Feldafing.
Zamek pozostał jedną z wielu rezydencji książąt Bawarii (młodszego dziedzica rodu Wittelsbachów) aż do lat 20. XX wieku, kiedy to został opuszczony i zniszczony. W roku 1940 następca książę Emanuel Luitpold z Bawarii (1890 - 1973) zamienił go w szpital wojskowy dla Luftwaffe. Zamek stał się później domem dziecka, a następnie warsztatem motocyklowym.
Zrujnowany zamek został kupiony i odnowiony w 1981 roku, a następnie w 1998 rọku przez prywatnych deweloperów i przekształcony w kwatery prywatne. Dwuhektarowy park między zamkiem a jeziorem został przekształcony w park publiczny. Obecnie jest tutaj Muzeum Cesarzowej Elżbiety z Wittelsbachów w dawnym salonie cesarskim dworca Possenhofen obok parku

## Muzeum
W 1998 roku powstało Muzeum Cesarzowej Elżbiety z Wittelsbach w historycznym dawnym salonie cesarskim dworca Possenhofen, wybudowanym w 1865 roku za panowania króla Ludwika II Bawarskiego, z ekspozycją prywatnej kolekcji licznych obiektów (zdjęcia, pocztówki, autentyczne dokumenty) cesarzowej, jej rodziny i króla Ludwika II. Szlak turystyczny „Elisabeth Weg” prowadzi w 10 minut do zamku Possenhofen i do Ile aux Roses (Roseninsel), gdzie Sissi i jej kuzyn król Ludwik II lubili się spotykać.

## Filmografia
- 1955: Sissi, Sissi – młoda cesarzowa oraz Sissi – losy cesarzowej z Romy Schneider w roli Sissi (sceny zamkowe kręcone są na zamku Fuschl )
- 1972: Ludwig Luchino Viscontiego z Romy Schneider jako Sissi, Helmutem Bergerem jako królem Ludwikiem II Bawarii i Trevorem Howardem jako Richardem Wagnerem.